# 浮游泉大冒险
《浮游泉大冒险》（日语：パタパタ飛行船の冒険；日语罗马字：Patapata Hikousen no Bouken）是一部由日本、韩国合拍的26集动画片。该动画片根据法國科幻小說家儒勒·凡爾納的作品《Facing the Flag》和《City in the Sahara》改编，是一部科幻动画片。
该动画片最初於2002年1月5日至2002年7月29日在日本播出，2003年11月3日在法国播出，2004年3月31日逢周一、三、五下午5：05－5：35在香港无线电视翡翠台播出。
该片曾获选为2002年第六屆日本新媒体动漫艺术节动画部门推荐的大作。

## 剧情简介
这部动画片讲述在19世纪时一个15岁的英国女孩珍妮·巴斯顿前往中东寻找自己的哥哥的故事。珍妮因為自小丧母而希望能够飞上天空去和母亲见面。珍妮的大哥乔治·巴斯顿是一名科学家，他认为在东方有一种叫浮游泉的物质能够实现飞上天空的愿望。她的二哥威廉·巴斯顿打理家族银行生意，但因父亲偏爱乔治而对乔治心生妒忌。乔治前往东方寻找浮游泉，传来死讯，后来威廉也失踪了。
几年后，珍妮收到了疑似为乔治的信件，她认为乔治没死，于是和管家张伯伦一起前往中东寻找两位哥哥。珍妮在路途中认识了布连，他成为珍妮的向导。后来他们遇到了寻找乔治和浮游泉的普鲁高队长带领的一支军队，于是与之同行。
他们发现了一个名叫里奥的镇，该镇由一个叫夏利基拿的人统治，小镇上的所有机器是加马烈博士发明的。小镇看似美好，实质是虐待他人的地下工厂。后来珍妮发现加马烈博士真实身份是乔治，而夏利的甚是身份是威廉。原来威廉有统治世界的野心，于是利用乔治来建造了这个镇。珍妮一行人竭力阻止威廉，而乔治后来知道威廉的野心后也来阻止威廉。
最后巴斯顿三兄妹陷入危险的境况，为了救珍妮，两位哥哥牺牲了生命，而威廉在最后一刻挽回了良知。后来珍妮成功建造出飞行器，在飞行的过程中她感受到了逝去亲人对她永不停息的关爱。
此動畫其中一個重要訊息是借里奧鎮這個"烏托邦"來諷刺現實世界中表面極度繁榮的國家/城市的真面目，當中里奧鎮地下工場的奴隸的生活與現實世界繁華都市中的低下勞動階層的生活相差不遠。
另一方面則描繪了人類對機械的不同看法，例如古中國儒家認為機械為取巧之物，心意不純正；有人認為機械給人類無比的方便，人類之所以能成為萬獸之王皆因人類懂得發明工具。機器是好是壞在乎人心，浮游泉在威廉的手中是超級殺人工具；在佐治的手中是帶給人類方便的運輸工具。

## 主題曲/主題音樂
片頭曲
《Naked Story》
作詞：AZUKI七，作曲：中村由利，編曲：古井弘人，主唱：GARNET CROW
片尾曲
《What Can I Do》（第1-13話）
作詞、作曲：Michael Africk，編曲：Cybersound，主唱：Michael Africk with Mai-K
《This is your life》（第14-26話）
作詞：Mai Kuraki，作曲：Aika，英語譯詞：Reron Reynolds，編曲：Aika、Aki"Heat"Tokunaga & Perry Geyer，主唱：Aika Ohno